# 오토 베르니케
오토 카를 로베르트 베르니케(독일어: Otto Karl Robert Wernicke, 1893년 9월 30일 ~ 1965년 11월 7일)는 독일의 배우이다. 《M》(1931년), 《마부제 박사의 유언》(1932년) 등 여러 영화 작품에 출연했으며 이들 영화에서 로만 경감 역으로 출연하여 수준급의 연기를 보여주었다.
오토 베르니케는 유대인 여자와 결혼했지만 국가사회주의 독일 노동자당(나치당)에 대한 기부 활동을 진행하여 특별 허가를 받았다. 나치 선전 영화에 출연한 기록이 있어서 그에 대한 평가가 엇갈리고 있다.